# Joaquín Poza Juncal
Joaquín Poza Juncal (Pontevedra, 1899 - Madrid, 28 de setembre de 1934) fou un advocat, periodista i polític republicà gallec.

## Biografia
Era fill de Joaquín Poza Cobas, dirigent republicà gallec de Pontevedra, i germà d'Hernán i Laureano Poza Juncal. Va succeir el seu pare com a director de La Libertad. Fou vicepresident del Centro Republicà de Pontevedra i un dels signants del manifest fundacional de la Federació Republicana Gallega el 1930. Després de la Proclamació de la Segona República Espanyola fou regidor de Pontevedra i més tard governador civil d'Ourense. A les eleccions generals espanyoles de 1931 fou elegit diputat per Pontevedra per la FRG.
El 1933 es va passar a Acció Republicana i el 1934 ingressà a Izquierda Republicana. Participà activament en les assemblees d'elaboració de l'Estatut d'Autonomia de Galícia. També fou advocat i assessor de la Caixa Rural de Lérez, fundada el 1926.
Fou redactor en cap d'El País, òrgan del PRG i després d'IR, col·laborador de Faro de Vigo i El Emigrado (A Estrada). Dirigí la revista Vida Agraria, òrgan de la Caixa Rural de Lérez.